# 恒星磁場

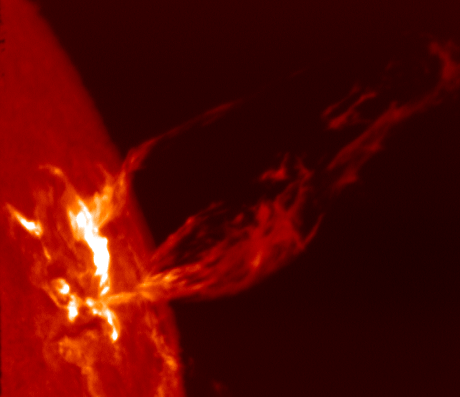
太陽の磁場がプラズマ大放出を起こしている様子 _{(画像出典:アメリカ海洋大気庁)}

恒星磁場（こうせいじば）とは恒星の内部にある伝導性をもつプラズマの運動によって形成される磁場のことである。プラズマの運動は対流に伴って形成される。対流は物質の物理的運動を含むエネルギーの移動の形態の1つである。局所的な磁場はプラズマに力を及ぼし、相当する密度の増大を伴わずに圧力を効果的に引きあげる。その結果、磁化された領域は残りのプラズマに応じてその恒星の光球に達するまで膨れ上がる。これが光球面の恒星黒点やコロナループ（英語: Coronal loop）に関連した現象を生む。

## 測定

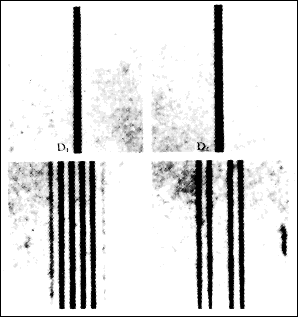
下のスペクトルが上の試料に磁場を適用したことによるゼーマン効果を示す。

恒星の磁場はゼーマン効果を用いて測定することができる。通常、恒星の大気中の原子は電磁スペクトルにおける特定の周波数のエネルギーを吸収し、それによりスペクトルに特徴的な暗いスペクトル線(吸収線スペクトル)を生じる。しかし、原子が磁場内にあるときはそれらのスペクトル線は複数の間隔の狭いスペクトル線に分離する。また、原子が吸収したエネルギーは磁場の方向に応じた方向に偏光する。したがって、恒星の磁場の強さと方向はゼーマン効果によるスペクトル線を考察することによって決定することができる。
恒星の分光偏光計は恒星の磁場を測定するために使用される。この器具は分光計と偏光計（英語: polarimeter）とを組み合わせて構成されている。恒星磁場を測定するために使用された世界初の分光偏光計はNARVALである。NARVALはフランスのピレネー山脈にあるピク・デュ・ミディ山のベルナール・リオ望遠鏡（英語: Bernard Lyot Telescope）に搭載されている。
過去150年にわたって行われた磁気センサ測定や樹木の年輪に含まれる14C量測定、氷床コアに含まれる10Be量測定など、様々な測定は10年、100年、1000年それぞれの時間スケールで太陽の磁場に変動性があることを証明した。

## 磁場の生成
太陽ダイナモ理論によれば、恒星の対流域は恒星磁場に影響を与える。伝導するプラズマの循環対流はダイナモに似た働きをする。この働きは恒星の磁場を変動させ、双極磁場を生む。恒星は緯度毎に異なった速度で自転するので、磁気は恒星の周囲をまとう「磁束のロープ」のように環状体に巻かれる。そうしてできた磁場は高濃縮されることがあり、高濃縮磁場が恒星面に現れるとき活動性が増す。
伝導性のガスまたは液体をもつ天体の磁場は自分で電流を増幅させ、したがって、自分で磁場も生む。これは異なる自転速度(天体の領域毎に異なる角速度)やコリオリの力、電磁誘導による。電流は莫大な数の開回路と閉回路へ複雑に流れ、それゆえ、回路のすぐ近傍の電流による誘導磁場は煩雑にねじれている。しかし逆に、回路の遠方では、反対方向に誘導磁場が流れるため磁場が相殺され、双極磁場が距離に対して弱まっていくように残存する。主な電流の流れは伝導性物体の主な運動(赤道面上)の方向であるため、磁場を生成する主構成要素は双極磁場をもつ天体の赤道面上の回路であり、したがって天体の自転軸と恒星表面との交差点(地球でいう「北極点」や「南極点」にあたる点)の近くに磁極が形成される。
すべての天体の磁場は、パルサーのような特別な例外を除いて、一般には自転の方向によって決まる。ダイナモ理論の他の特徴として流れる電流は直流ではなく交流である。電流、それに伴って生成される磁場は絶えず自転の軸と何らかの関係をもつが、どちらも多かれ少なかれ周期的に強さを変化し、方向を逆転させる。
太陽の主要磁場は11年ごとに方向を逆転する(すなわち周期は約22年である)。その結果、逆転する時期の付近では磁場の強さが衰退する。衰退期間には、(プラズマにおける磁気制動（英語: magnetic braking）の欠如のために)太陽黒点の活動はピークを迎える。結果として高エネルギープラズマのコロナや太陽系内の宇宙空間への大放出が起こる。急速に衰退する磁場の領域の近辺では、近接する黒点がもつ逆方向の磁場との衝突は強い電場を生じる。この強電場は電子と陽子を高エネルギー(数keV[キロエレクトロンボルト])まで加速させ、極度に高温のプラズマを太陽表面から放出し、コロナプラズマを高温(数100万K[ケルビン])に熱する。
天体のガスや液体が非常に高粘性であれば(特異な運動の乱流を生み)、磁場の逆転はあまり周期的でなくなるとされる。地球の磁場がその例であり、この場合、高粘性の外殻における乱流によって説明される。

## 表面の活動
恒星黒点は恒星の表面において磁気的活動の激しい領域である。(太陽の場合、太陽黒点と呼ぶ。)恒星黒点は恒星内部の対流層で生成される磁束管（英語: flux tube）の可視の部分である。恒星の自転の差異により、磁束管はねじれ、引き伸ばされ、低温の対流層および磁場生成層を内在する。コロナループ（英語: Coronal loop）は恒星黒点の上方に形成されることが多く、コロナの中まで伸びる磁力線から形成される。また、コロナループはコロナを100万K以上まで熱する。
恒星黒点とコロナループに関連する磁場はフレア活動やコロナ質量放出につながる。プラズマは数1000万Kに熱され、粒子は加速し恒星の表面から非常に高速で放出される。
表面の活動は主系列星の年齢や自転速度に関係するようである。速い自転速度の若年の恒星は強い活動性を持つ。一方で、太陽のような遅い自転をする中年の恒星は他の恒星よりも弱い周期の異なった活動性を示す。高齢の恒星の中にはほぼ活動性を示さないものがあり、これは太陽のマウンダー極小期のような一時的衰退を始めたものとみなされる。恒星の活動性を時間的差異として観測することは恒星の自転速度の差異を決めるうえで有用性を持つ。

## 磁気圏
磁場をもつ恒星は周囲の宇宙空間に磁気圏を展開する。磁気圏による磁力線は恒星の一方の磁極から出て、もう一方の磁極へ入り、閉曲線をなす。磁気圏は磁力線を流動させる恒星風によって閉じ込められた荷電粒子を収容している。恒星の自転に応じて、磁気圏も荷電粒子を引きずりながら回転する。
恒星が光球から恒星風とともに物質を放出するとき、磁気圏は放出された物質にトルクを加える。この結果、恒星から周囲の宇宙空間へ角運動量が移転し、恒星の自転速度を抑える働きが起こる。速い自転をする恒星は質量損失率がより高いため、角運動量の損失がより早くなる。自転速度が遅ければ、角運動量の損失も遅くなる。これにより、恒星は無回転状態へ至ることはないが、徐々に無回転状態へ近づいていく。

## 星

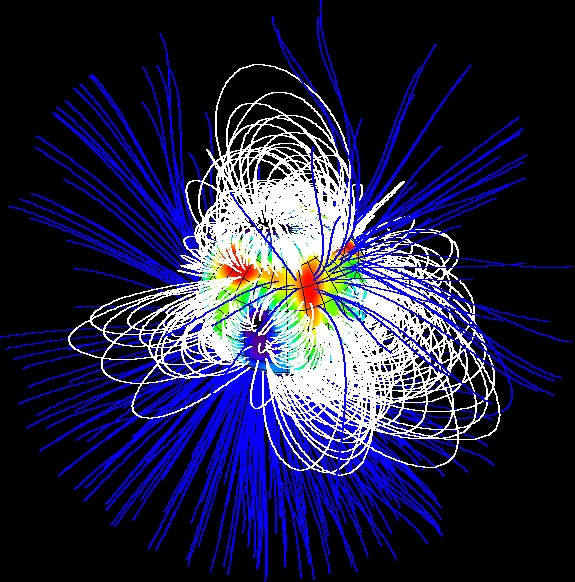
(おうし座T型星の若い恒星)の表面磁場をを用いて加工した画像

おうし座T型星は重力収縮を通して熱せられているが、核で水素を燃焼し始めるに至っていない前主系列星の一種であり、磁気的に活発な変光星である。それらの恒星の磁場は角運動量を周囲の原始惑星系円盤に移転させる強い恒星風と相互に影響しあうと考えられている。これにより、恒星は衰弱するように自転速度を落とす。
急速で不規則な変動性を示す小型のMクラス恒星(0.1~0.6太陽質量の恒星)は閃光星として知られている。それらの恒星の活動性は大きさの割りにとても強いが、恒星の変動はフレアの影響によると仮定されている。それらの恒星のフレアは恒星の光球面の20%上まで広がり、青および紫外線のスペクトルに分類されるエネルギーを多く放出する。
惑星状星雲は赤色巨星がガス層の広がりを形成しながら、外層を放出するときに生まれる。しかし、ガス層が常に球対称形であるわけではないということは依然として謎のままである。惑星状星雲の80%は球形をしておらず、代わりに、双極性星雲や楕円星雲を形成している。非球形となる1つの仮説は恒星の磁場による影響である。プラズマは全方向に均等に広がるのではなく、磁極を経由して放出されやすい。惑星状星雲における中心の恒星の観察では、少なくとも4つの例によって非常に強い磁場を形成していることが確かめられる。
大質量星が熱核融合をやめると、恒星の大部分は中性子星と呼ばれる中性子の小さく高密な天体へと崩壊し始める。中性子星は元の大質量星から大半の磁場を維持するが、小さく高密に崩壊するので、磁場の強さは劇的に増加する。中性子星の高速自転は観測者へ周期的に向かうエネルギーの細いビームを放出するパルサーを生じる。
小さく高密で高速自転の天体(白色矮星や中性子星、ブラックホール)は極めて強力な磁場をもつ。新たに誕生した高速自転する中性子星の磁場はとても強力(最大108T[テスラ])なので、中性子星は急速に(およそ数100万年のうちに)自転速度を100~1000倍ほど減衰させるだけのエネルギーを電磁気的に放出する。中性子星に落下する物質は磁力線に従うため、中性子星の表面に、物質が到達し衝突できる2つの局地的な点が生じる。その2点は直径数フィート(およそ1m[メートル])だが、非常に輝いている。自転中の周期的な陰りは変光に伴う光放射(パルサー参照)の源であると考えられている。
極端に磁場の強い中性子星はマグネターと呼ばれる。マグネターはII型超新星の結果として形成される。その存在は1998年のSGR 1806-20の観測によって確認された。マグネターの磁場は表面温度を1800万Kまで上昇させ、ガンマ線バーストでは莫大なエネルギーを放出する。
光速に近いプラズマの放出はとても若い銀河の中心にある活発なブラックホールの磁極の方向に沿って観測されることが多い。